# Strymon sabinus
Strymon sabinus is een vlinder uit de familie van de Lycaenidae. De wetenschappelijke naam van de soort werd als Thecla sabinus in 1865 gepubliceerd door Felder & Felder.

## Synoniemen
- Thecla promissa Möschler, 1883